# فیرچایلد دورنیه خانواده ۷۲۸
فیرچایلد دورنیه خانواده ۷۲۸ (به انگلیسی: Fairchild Dornier 728 family) یک هواگرد از نوع هواپیمای مسافربری ساخت شرکت فیرچایلد ایرکرفت دورنیه فلوکتسایک‌ورک در آلمان است. برنامه ساخت این هواگرد در نهایت لغو گردید. در مجموع، تعداد 3 پیش‌نمونه فروند از این هواگرد ساخته شده‌است.